# فرح هال
فرح هال (بالإنجليزية: Farrah Hall) هي راكبة أمواج ‏ أمريكية، ولدت في 1 نوفمبر 1981.

## وصلات خارجية
- فرح هال على موقع الاتحاد الدولي للملاحة الشراعية (موقع جديد) (الإنجليزية)
- فرح هال على موقع اللجنة الأولمبية الدولية (الإنجليزية)
- فرح هال على موقع أوليمبيديا (الإنجليزية)
- فرح هال على موقع اللجنة الأولمبية والبارالمبية الأمريكية (الإنجليزية)